# George Cowl
George Cowl (Blackpool, 24 febbraio 1878 – Los Angeles, 4 aprile 1942) è stato un attore e regista inglese che lavorò negli Stati Uniti, iniziando la sua carriera cinematografica all'epoca del cinema muto.

## Filmografia

### Attore
- Dan, regia di George Irving e John H. Pratt (1914)
- When Broadway Was a Trail , regia di O.A.C. Lund (1914)
- The Rack, regia di Émile Chautard (1915)
- The Closed Road, regia di Maurice Tourneur (1916)
- The Crimson Dove, regia di Romaine Fielding (1917)
- The Stolen Paradise, regia di Harley Knoles (1917)
- The Iron Ring, regia di George Archainbaud (1917)
- Youth, regia di Romaine Fielding (1917)
- Wooden Shoes
- The Corner Grocer, regia di George Cowl (1917)
- Scherzo tragico (The Grim Game), regia di Irvin Willat (1919)
- Il mistero della camera gialla (The Mystery of the Yellow Room), regia di Émile Chautard (1919)
- The Shadow of Rosalie Byrnes, regia di George Archainbaud (1920)
- Love, Honor and Obey, regia di Leander De Cordova (1920)
- Youth's Desire (1920)
- The Plaything of Broadway, regia di John Francis Dillon (1921)
- Whispering Shadows , regia di Emile Chautard (1921)
- The Glory of Clementina, regia di Émile Chautard (1922)
- Il demone scintillante (Pink Gods), regia di Penrhyn Stanlaws (1922)
- The Prisoner, regia di Jack Conway (1923)
- Legge di guerra (Court Martial), regia di George B. Seitz (1928)
- The Jazz Cinderella, regia di Scott Pembroke (1930)

### Regista
- Beloved Adventuress, regia di William A. Brady - non accreditati, George Cowl e Edmund Lawrence
- Betsy Ross, co-regia di Travers Vale (1917)
- The Corner Grocer (1917)
- Her Hour (1917)

## Galleria d'immagini

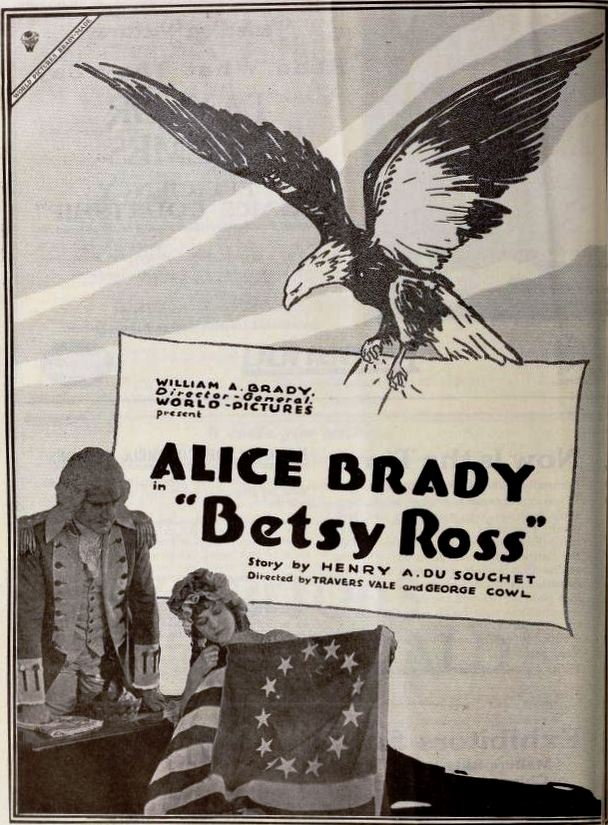
Betsy Ross (1917)